# 瓦尔斯-锡岑海姆
瓦尔斯-锡岑海姆（德語：Wals-Siezenheim，德語發音：[ˌvalsˈsiːtsn̩haɪm]）是奧地利萨尔茨堡州萨尔茨堡城郊县的市镇，位於該國北部，維也納以西320公里，毗鄰與德國接壤的邊境，面積26.62平方公里，海拔高度446米，2012年人口12,236。